# Guettarda echinodendron
Guettarda echinodendron är en måreväxtart som beskrevs av Charles Wright. Guettarda echinodendron ingår i släktet Guettarda och familjen måreväxter.
Artens utbredningsområde är Kuba. Inga underarter finns listade i Catalogue of Life.